# Assads
Assads (arabiska: أصادص; franska: Assads (CR), Assads (Commune Rurale)) är en kommun i Marocko.   Den ligger i provinsen Taroudannt och regionen Souss-Massa, i den centrala delen av landet, 500 km söder om huvudstaden Rabat. Antalet invånare är 5 512.